# Le Renard et la Grenouille
Le Renard et la Grenouille est une pièce de théâtre de Sacha Guitry, écrite en 1933; une comédie en un acte créée au Théâtre de la Michodière le 6 novembre 1933.

## Personnages
- Lucien, un homme riche d'un âge certain.
- Rosy, femme entretenue par un homme riche d’âge certain.
- Jeanette, l'amie de Rosy

## Résumé
Rosy discute avec Jeannette. Rosy, en 3 ans de liaisons avec Lucien a mis beaucoup d'argent de côté. Lucien lui propose de l'épouser et lui fait signer un contrat mettant leurs biens en commun. Elle signe pensant faire une bonne affaire. Après la signature, Lucien lui annonce être ruiné et qu'elle va devoir partager son argent avec lui. Elle est défaite. Mais ce n'était qu'une leçon.

## Représentations
La pièce a été jouée à la Comédie française en 1978 et 1980 dans une mise en scène de Jean-Laurent Cochet avec  Bernard Dhéran dans le rôle de Lucien, Catherine Salviat dans le rôle de Jeannette et 
Virginie Pradal dans le rôle de Rosy .